# 薬上菩薩

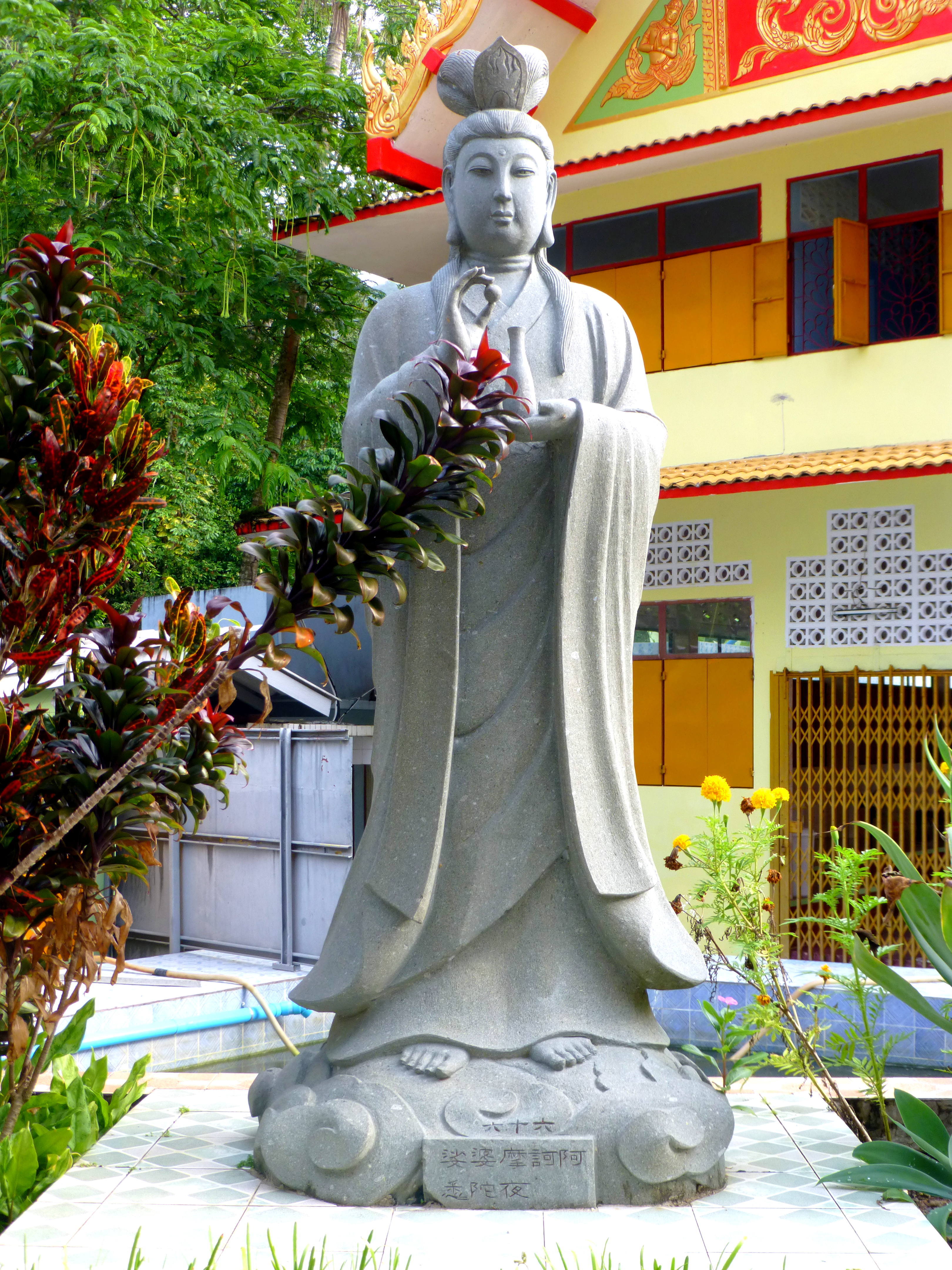
薬上菩薩の石像、タイソンクラー県

薬上菩薩（やくじょうぼさつ）とは、仏教の菩薩の一尊。

## 概要
薬王菩薩と共に釈迦如来の脇侍として付き従う事が多く、単独での信仰は皆無である。手に薬壷を持つとされるものの、定型は無く、しばしば変容する。
薬王菩薩とは兄弟であったとされる。